# A legendás musztáng
A legendás musztáng (eredeti cím: The Wild Stallion)  2009-ben bemutatott romantikus ifjúsági film. Főszereplők Miranda Cosgrove, Danielle Chuchran, Robert Wagner, Paul Sorvino, Connie Sellecca és Fred Ward.
A film 2009 végén, közvetlenül DVD-n jelent meg.
Magyarországon nem játszották a mozik, csak TV-ben mutatták be.

## Cselekménye
|  | Alább a cselekmény részletei következnek! |

Cleveland, Ohio, USA, 2000-es évek
A 11-éves Hannah Mills (Miranda Cosgrove) egyedül él apjával (Fred Ward) Cleveland egyik kertvárosi részén. Anyja három éve meghalt. A kislányt a nyári szünetben a férfi főiskolai szerelme, Maddie hívja meg magához a Medvehegy-farmra, ami Utah államban van. Hannah ugyanis természetben élő musztángokat szeretne fotózni, hogy ezzel segítse a fennmaradásukat.
A farmon él egy hasonló korú kislány, CJ (Danielle Chuchran), aki segít neki musztángokat találni. Még a legendás fekete csődört is sikerül megpillantaniuk, amit sokan csak legendának tartottak, mert senki sem látta.
Azonban a musztángokra és a fekete csődörre rossz emberek is fenik a fogukat. Egy titokzatos és pénzes megbízó, aki saját repülőgéppel érkezik, szeretne minél több musztángot illegálisan felvásárolni, amihez a korrupt és erőszakos seriffhelyettes segítségét veszi igénybe. A megbízó a lovakat gyógyszerkísérletekhez használja fel, a fekete csődört pedig cége jelképének szánja. Sikerül illegálisan sok szabadon élő musztángot befogniuk, még a csődört is, azonban a kislányok mindent látnak és Hannah fotói jelentik a bizonyítékokat. A seriff elfogja saját helyettesét és annak két cimboráját, akik közreműködtek a lovak befogásában.
|  | Itt a vége a cselekmény részletezésének! |

## Szereposztás
- Miranda Cosgrove – Hannah Mills
- Danielle Chuchran – C.J., a farmon élő kislány
- Fred Ward – Frank Mills, Hannah apja
- Connie Sellecca – Matty, a Medvehegy-farm tulajdonosa
- Paul Sorvino – Buck Nolan seriff
- Corbin Allred – Morg Haynes seriffhelyettes
- K.C. Clyde – Dallas Brody, munkás a farmon
- Gib Gerard – Ty Brody, munkás a farmon
- Carlisle Studer – Lilly
- RaeAnn Christensen – Ellie Reynolds
- Scotty Meek – Murdock
- Bob Lanoue – Virgil
- Michael Lawson – Alvin Niedermeyer – a fiatal szakács a farmon
- Dustin Hunter Evans – Kyle
- Robert Wagner – Novak – a vadlovak illegális vásárlója

## Díjak, jelölések
jelölés:
- 2010, Young Artist Awards, „legjobb alakítás DVD-n megjelent filmben” – Danielle Chuchran

## Forgatási helyszínek
- Fairview, Utah, USA
- Cleveland

## Érdekesség
- A legendás musztáng filmben mutatkozott be Gib Gerard, Connie Sellecca és Gil Gerard fia.
- A film eredeti címe Last of the Mustangs volt.
- A filmet 2006-ban mutatták volna be, de azt 2009-re halasztotta a forgalmazó, a Myriad Pictures.
- A lovak trénere Lamont Christensen volt.
- Hannah szándékosan nem digitális, hanem filmes fényképezőgépet használ. A seriffhelyettes egy előhívott fényképen látja meg a fekete csődört.
- A zenei felvételeken a Prágai Filharmonikusok is közreműködnek.

## Fordítás
Ez a szócikk részben vagy egészben  a   The Wild Stallion című angol Wikipédia-szócikk fordításán alapul.  Az eredeti cikk szerkesztőit annak laptörténete sorolja fel. Ez a jelzés csupán a megfogalmazás eredetét és a szerzői jogokat jelzi, nem szolgál a cikkben szereplő információk forrásmegjelöléseként.